# Ceryx malaccana
Ceryx malaccana là một loài bướm đêm thuộc phân họ Arctiinae, họ Erebidae.